# Észtországban történt légi közlekedési balesetek listája
Az Észtországban történt légi közlekedési balesetek listája mind a halálos áldozattal járó, mind pedig a kisebb balesetek, meghibásodások miatt történt, gyakran csak az adott légiforgalmi járművet érintő baleseteket is tartalmazza évenkénti bontásban.

## Észtországban történt légi közlekedési balesetek

### 2008
- 2008. október 7., Parnu repülőtér közelében. Egy svéd felségjelű magántulajdonú, Piper PA–28-as típusú kis repülőgép leszállás közben a földnek csapódott a repülőtér közelében és kigyulladt. A balesetben a pilóta vesztette életét.[1]